# مسلم البراك
مسَلَّم محمد حمد ناصر البرَّاك المطيري (ولد 30 يناير 1956)؛ سياسي كويتي، ونائب سابق في مجلس الأمة الكويتي عن الدائرة الانتخابية الرابعة وعضو في كتلة العمل الشعبي، وهو ابن العضو السابق في مجلس الأمة محمد حمد البراك، حطم الرقم القياسي في آخر انتخابات شارك بها كمرشح عن الدائرة الرابعة وحصل على 30,118 صوت في انتخابات فبراير 2012 ويعتبر هذا الرقم هو أعلى رقم في تاريخ البرلمان الكويتي بنظام الأربع أصوات.

## المؤهلات العلمية والخبرات العملية
- خريج جامعة الكويت قسم جغرافيا.
- مراقب عام أغذية محافظة الفروانية في بلدية الكويت.
- رئيس نقابة عمال لبلدية الكويت والإطفاء.
- عضو المجلس التنفيذي للاتحاد العام لعمال الكويت.
- مدير معهد الثقافة العمالية.
- الأمين المساعد للاتحاد العربي لعمال البلديات للشؤون العربية والعمالية.
- عضو في مجلس الأمة الكويتي في أعوام 1996 و 1999 و 2003 و 2006 و 2008 و 2009 و فبراير 2012.[2]
- أحد أعضاء كتلة العمل الشعبي.

## انتخابات مجلس الأمة
| الانتخابات           | الدائرة الانتخابية  | المركز        | عدد الأصوات | النتيجة |
| -------------------- | ------------------- | ------------- | ----------- | ------- |
| انتخابات 1992        | الدائرة السابعة عشر | المركز الثالث | 1,341 صوت   | خسر     |
| انتخابات 1996        | الدائرة السابعة عشر | المركز الأول  | 1,556 صوت   | فاز     |
| انتخابات 1999        | الدائرة السابعة عشر | المركز الأول  | 2,860 صوت   | فاز     |
| انتخابات 2003        | الدائرة السابعة عشر | المركز الثاني | 3,040 صوت   | فاز     |
| انتخابات 2006        | الدائرة السابعة عشر | المركز الأول  | 8,095 صوت   | فاز     |
| انتخابات 2008        | الدائرة الرابعة     | المركز الأول  | 14,043 صوت  | فاز     |
| انتخابات 2009        | الدائرة الرابعة     | المركز الأول  | 18,779 صوت  | فاز     |
| انتخابات فبراير 2012 | الدائرة الرابعة     | المركز الأول  | 30,118 صوت  | فاز     |

## بعض مواقفه في مجلس الأمة
| الكتلة                                      | التكتل الشعبي  |
| طرح الثقة بالوزير سعود الناصر الصباح (1998) | مؤيد طرح الثقة |
| حقوق المراة السياسية (1999)                 | غير موافق      |
| طرح الثقة بالوزير عادل الصبيح (2000)        | مؤيد طرح الثقة |
| تجنيس البدون (2000)                         | موافق          |
| طرح الثقة بالوزير يوسف الإبراهيم (2002)     | مؤيد طرح الثقة |

| الكتلة                                                      | التكتل الشعبي  |
| طرح الثقة بالوزير أنور النوري (2004)                        | مؤيد طرح الثقة |
| تقليص الدوائر (2004)                                        | ممتنع          |
| حقوق المرأة السياسية (2005)                                 | غير موافق      |
| طلب احالة حقوق المرأة السياسية إلى المحكمة الدستورية (2005) | غير موافق      |
| تقليص الدوائر إلى خمس (2006)                                | غير موافق      |

| الكتلة                                      | التكتل الشعبي                 |
| إسقاط القروض (2006)                         | موافق                         |
| إيقاف الوزير محمد عبد الله المبارك (2006)   | موافق                         |
| طرح الثقة بالوزيرة نورية الصبيح (2008)      | مؤيد طرح الثقة                |
| إحالة قضية الفحم المكلسن الي التحقيق (2007) | أيد الإحالة                   |
| طلب طرح الثقة بالوزير علي الجراح (2007)     | مع طرح الثقة - مقدم الاستجواب |

| الكتلة                                             | التكتل الشعبي        |
| طرح الثقة بالوزير جابر الخالد (2009)               | مؤيد طرح الثقة       |
| إسقاط فوائد القروض الاستهلاكية (2010)              | موافق                |
| طلب عدم التعاون مع رئيس الوزراء ناصر المحمد (2011) | مؤيد طلب عدم التعاون |
| شطب استجواب السعدون والعنجري (2011)                | غير موافق            |

## المحاكمات

### كفى عبثًا
في يوم الإثنين 15 أبريل 2013، حكمت محكمة الدرجة الأولى بالسجن خمس سنوات مع الشغل والنفاذ على مسلم البراك بتهمة الإساءة لأمير الدولة، وذلك على خلفية ما قاله في ندوة "كفى عبثاً"، وفي نفس اليوم تجمع حشود من المعارضين والمتعاطفين مع قضية مسلم البراك أمام ديوان البراك في منطقة الأندلس، وسرت هذه الحشود في مسيرة شملت الآلاف نحو السجن المركزي، وفي 22 أبريل 2013 أمر قاضي محكمة الاستئناف بوقف نفاذ الحكم مؤقتا لحين الفصل بالاستئناف. وفي 22 فبراير 2015 قضت محكمة الاستئناف، بحبس مسلم البراك لمدة سنتين مع الشغل والنفاذ على خلفية خطاب سابق، وقالت المحكمة: إنه طعن علناً في مكان عام عن طريق القول في حقوق أمير البلاد وسلطته.
في يوم الجمعة 21 أبريل 2017 أفرجت عنه السلطات الكويتية بعد قضائه عامين في السجن، واستقبله الآلاف من أنصاره بعد خروجه من السجن المركزي، رافعين صوره ومرددين هتافات التحية له.

### دخول مجلس الأمة
في 27 نوفمبر 2017، قضت محكمة الاستئناف الكويتية بحبس النائب السابق مسلم البراك سبع سنوات على خلفية القضية المرفوعة ضده مع عدد من النواب السابقين في واقعة دخول عدد من نواب مجلس الأمة للبرلمان في قاعته الرئيسية احتجاجاً على أدائه وطالبوا باستقالة رئيس الوزراء الشيخ ناصر المحمد الصباح آنذاك. أُدين البراك بعدد من التهم: استعمال القوة والعنف ضد موظفين عموميين وهم حرس المجلس، ودخول عقار في حيازة الغير بقصد ارتكاب جريمة والإتلاف، والاشتراك في تجمع داخل مجلس الأمة وجريمة الدعوة إلى التجمع داخل المجلس. في 21 يناير 2018، سلم البراك نفسه للسلطات الكويتية لدى وصوله الكويت عبر منفذ النويصيب البري الحدودي مع السعودية تنفيذًا لحكم محكمة الاستئناف. وفي 1 مايو 2018 وقبل صدور حكم محكمة التمييز غادر البراك إلى تركيا وحصل على الإقامة المؤقتة لمدة 5 سنوات.
في 8 نوفمبر 2021، أصدر أمير الكويت نواف الأحمد الصباح عفوًا خاصًا لمسلم البراك وعدد من النواب والناشطين السياسيين. وفي يوم الأربعاء 17 نوفمبر 2021، عاد مسلم البراك إلى الكويت بعد غياب دام 3 سنوات ونصف واستقبلته جموع غفيرة.